# Henrika Šantel
Henrika Šantel (17 d'agost de 1874, Gorizia - 15 de febrer de 1940, Ljubljana) fou una pintora realista eslovena.
Šantel va néixer a Gorizia (nord-oest d’Itàlia), llavors part d’Àustria-Hongria. La seva mare, Avgusta Šantel, era pintora, i va proporcionar educació inicial a Henrika a casa. La seva germana, Avgusta Šantel Jr., també era pintora. El 1891, Henrika es va traslladar a Múnic per estudiar a l'acadèmia d'art femenina (Damenacademie) amb Friedrich Fehr i Ludwig Schmid-Reutte. Posteriorment, va tornar a Gorizia i va ensenyar art. Després de la Primera Guerra Mundial, Gorizia va ser traslladada a Itàlia i Šantel amb tota la família es van traslladar a Maribor, que era a Iugoslàvia. El 1929 es va traslladar a Ljubljana, on va romandre fins a la seva mort.

## Galeria
- Pri kavi ali dama s psičkom (en català Per prendre un cafè o una dama amb un cadell)
- En el riu Sava a Krško
- Berberka
- Noia de cabells vermells